# Midnight Series:Dirty Laundry
『Midnight Series: Dirty Laundry』(タイ語: Dirty Laundry ซักอบร้ายนายสะอาด)は、2023年に放送されたタイのテレビドラマシリーズで、コーラパット・クッパン (ナノン)とラチャーナン・マハーワン (フィルム)が主演する。本作は3つあるミッドナイトシリーズのうちのひとつである。

## 概要
Tichakorn Phukhaotongが監督し、GMMTVがHard Feeling Filmと共に制作した本作は、2021年12月1日にGMMTVが開催した"GMMTV 2022 Borderless"のイベント内にて2022年放送予定の22のドラマシリーズのうちの1つとして紹介された。しかし放送は2023年に延期され、2023年1月18日よりDisney+ Hotstarで配信された。GMM 25でも2023年3月11日より2023年4月15日まで毎週土曜日の18:00 (ICT)に放送された。日本ではLALA TVやTELASAなどで放送されている

## キャスト

### 主演
- ナイト：コーラパット・クッパン (ナノン)
- ニオン：ラチャーナン・マハーワン (フィルム)

### 助演
- ジュードー：ナラウィット・ルートラコム (ポンド)
- ママ・サン：ニパーポン・ティティタナカーン (ザニ)
- チョンプー：タチャコーン・ブンラパヤーナン (ゴッジ)
- モーメー：パチャラー・タプトーン(クラプーク)
- スマイル：ワッチャラ・スクチュム (ジェニー・パーナン)
- ニック：パタラ・エークサーンクン (フォエイ)